# Малая Омутная (станция)
Малая Омутная — упразднённая железнодорожная станция в Сковородинском районе Амурской области России. Исключена из учётных данных в 1977 году.

## География
Железнодорожная станция располагалась на левом берегу реки Малая Омутная на линии Могоча — Сковородино Забайкальской железной дороги, на расстоянии примерно 11,5 километра (по прямой) к северо-востоку от поселка Ерофей Павлович.

## История
Решением Амурского исполкома от 30 декабря 1977 года № 522, железнодорожная станция Малая Омутная исключена из учётных данных как населённый пункт служебного значения.